# Trixagus atticus
Trixagus atticus är en skalbaggsart som beskrevs av Edmund Reitter 1921. Trixagus atticus ingår i släktet Trixagus, och familjen småknäppare. Enligt den finländska rödlistan är arten sårbar i Finland. Arten är reproducerande i Sverige. Artens livsmiljö är naturmoskogar.